# Moorsiedlung Reute-Schorrenried

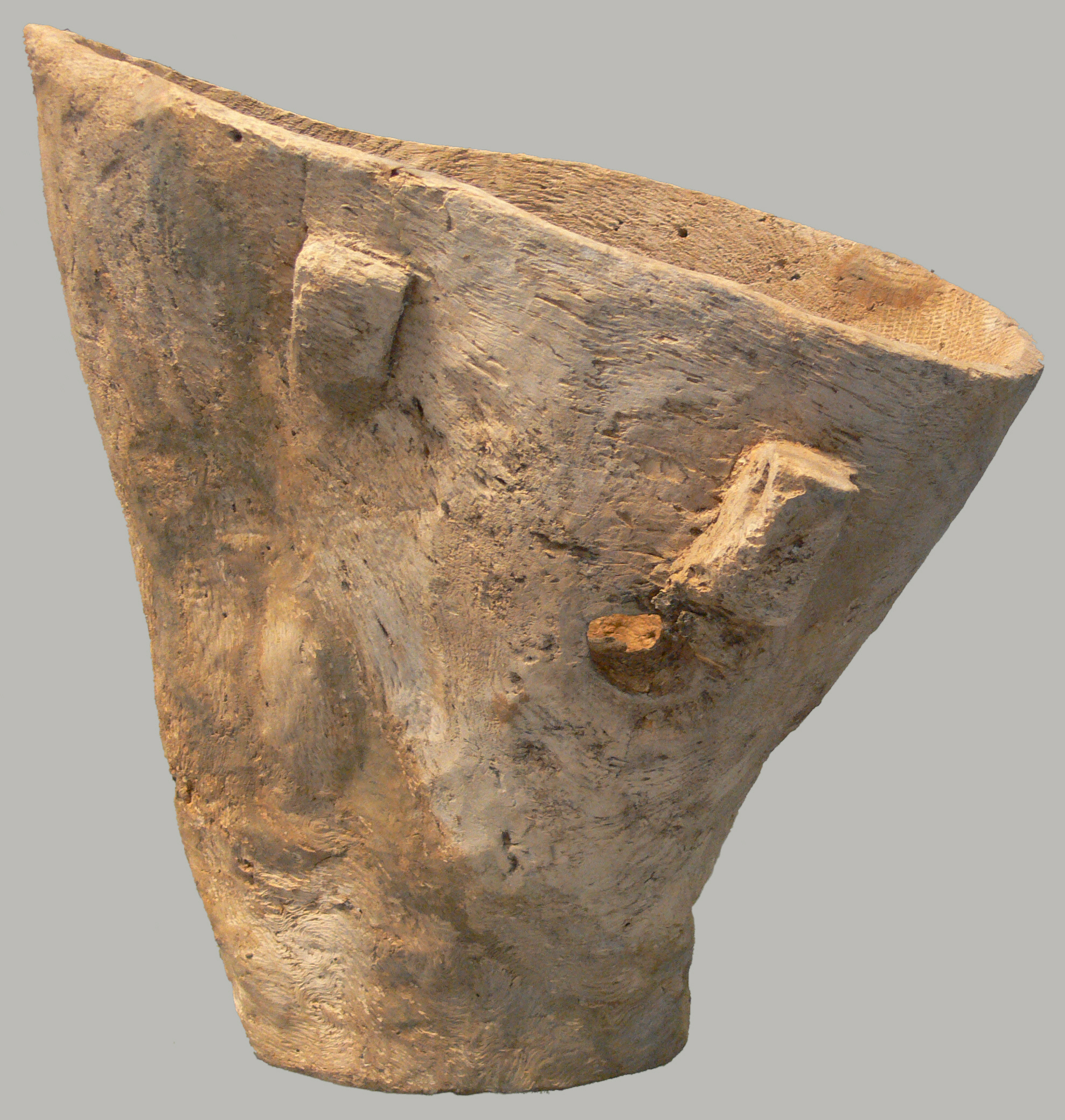
Jungsteinzeitlicher Holzeimer aus dem Schorrenried

Bei der Moorsiedlung Reute-Schorrenried handelt es sich um eine Feuchtbodensiedlung des 38. Jahrhunderts v. Chr. im  Bad Waldseer Ortsteil Reute. Die Siedlung weist Elemente der Pfyner Kultur, die vor allem in der Ostschweiz verbreitet ist, aber auch der Altheimer Gruppe aus Bayern auf. Sie wird daher der Pfyn-Altheimer Gruppe, von der es aus dieser Zeit in Oberschwaben mehrere Fundstellen gibt, zugerechnet. Dendrochronologische Untersuchungen an den verwendeten Eichenstämmen ergaben eine Errichtung der Holzgebäude in den Jahren 3738 v. Chr. bis 3731 v. Chr. Danach war die Siedlung mehrere Jahrzehnte bewohnt, bis der Wasserspiegel des Sees anstieg.  
Die Fundstelle wurde 1934 entdeckt und in den Jahren 1980 bis 1986 von Institut für Ur- und Frühgeschichte der Universität Freiburg untersucht. Während dieser Grabungen kamen die Reste von insgesamt 31 jungsteinzeitlichen Holzbauten in fünf Häuserzeilen zum Vorschein. Diese waren teils ebenerdig auf dem Torfboden, teils auf Pfählen im Uferbereich eines Sees errichtet worden. Dieser als Relikt eines eiszeitlichen Gletschers entstandene See ist heute verlandet. Es handelt sich bei der Fundstelle um eine Riedfläche, wo zahlreiche Zeugnisse, wie Alltagsgegenstände und Werkzeuge des damaligen Lebens, nahe der Oberfläche gefunden wurden. 
Die etwa 7000 Fundstücke repräsentieren die gesamte Palette an Gebrauchsgegenständen, die in einer Siedlung zu erwarten sind. Neben Messern und anderen Werkzeugen wurden auch Getreidereste, Fischernetze und komplette Keramiksätze geborgen.  Zu den besonderen Funden gehört eine Sattelmühle und ein Y-förmiger Ast, der als Astschleife gedeutet wird.
Besonders bemerkenswert ist der Fund des bislang ältesten, bekannten Kupferdolches im zentralen Mitteleuropa, der den Übergang zum Metallzeitalter ankündigt und auf damals bereits weit verzweigte Handelsbeziehungen hinweist.